# Halina Seyda
Halina Seyda (Seydowa), pseud. Szczytowa (ur. 1906, zm. 22 lutego 1944 w Warszawie) – bankowiec, działaczka konspiracyjna czasie okupacji niemieckiej.

## Życiorys
Przed wrześniem 1939 była prokurentem w Oddziale Warszawskim Powszechnego Banku Związkowego (z centralą we Lwowie). W czasie okupacji niemieckiej zajmowała takie samo stanowisko w Banku Spółek Zarobkowych w Warszawie.
Od października 1939 organizowała nasłuch radiowy i na jego podstawie redagowała i powielała codzienny biuletyn związany ze Związkiem Syndykalistów Polskich, początkowo bez tytułu, następnie kolejno zatytułowany „AK Akcja”, „Agencja Radiowa” i „AR”, a popularnie zwany „Paski”. Nakład początkowo, w 1940, wynosił kilkaset egzemplarzy, a z początkiem 1944 wzrósł do 5000. Początkowo powielarnia należąca do ZSP mieściła się w Banku Spółek Zarobkowych przy ulicy Zgoda w Warszawie. W kolejnych miesiącach i latach egzemplarze biuletynu informacyjnego, a także niektóre inne materiały ZSP były odbijane w co najmniej kilkunastu zakonspirowanych powielarniach, rozsianych po stolicy. Pismo stało się z czasem jednym z organów Departamentu Informacji Delegatury Rządu na Kraj. Seydowa zaczynała, redagując pismo samotnie, ale z czasem zyskała dość liczne grono współpracowników, wśród nich kilku odpowiedzialnych pracowników Banku Spółek Zarobkowych. Do 1944 zespół redakcyjny i kolportujący pismo zwiększył się do kilkunastu osób.
Seydowa zorganizowała jedyną i w pełni udaną ucieczkę trzech kobiet z oddziału kobiecego więzienia na Pawiaku 16 stycznia 1942. Zatrzymano ją przypadkowo na ulicy 4 lutego 1944, w dniu pogrzebu SS-Brigadeführera Franza Kutscheray, Dowódcy SS i Policji na dystrykt warszawski, zlikwidowanego w zamachu dokonanego przez żołnierzy oddziału specjalnego Kedywu Komendy Głównej AK „Pegaz”. Ze względu na posiadane obciążające materiały była torturowana w siedzibie Gestapo w alei Szucha. 8 lutego została przewieziona do więzienia na Pawiaku i osadzona w izolatce. Rozstrzelano ją 22 lutego tegoż roku w zbiorowej egzekucji, w ruinach warszawskiego getta.